# حليل (يريم)

تعديل مصدري - تعديل

حليل هي إحدى قرى عزلة ارياب بمديرية يريم التابعة لمحافظة إب، بلغ تعداد سكانها 540 نسمة حسب تعداد اليمن لعام 2004.